# The Son of the Dog
The Son of the Dog est un film muet américain réalisé par Frank Montgomery et sorti en 1915.

## Fiche technique
- Réalisation : Frank Montgomery
- Date de sortie :  États-Unis : 12 mai 1915

## Distribution
- Dark Cloud : The Dog
- George Walsh : John, son fils
- Olive Adair : Mary